# Ebenezer (Nouvelle-Galles du Sud)
Pour les articles homonymes, voir Ebenezer.
Ebenezer est un village australien situé dans la zone d'administration locale de Hawkesbury dans l'État de Nouvelle-Galles du Sud.

## Géographie
Le village est arrosé par le fleuve Hawkesbury et situé à 69 km au nord-ouest de Sydney.

## Histoire
Il doit son nom à Eben-Ezer, un toponyme mentionné dans les Livres de Samuel comme le lieu de batailles entre Israélites et Philistins. Fondé en 1803, il possède une église presbytérienne, construite entre 1809 et 1823, qui est la plus ancienne église encore debout en Australie.

## Démographie
En 2016, la population s'élevait à 993 habitants.